# شین کوکین واکاشو
شین کوکین واکاشو (به ژاپنی: 新古今和歌集 Shin Kokin Wakashū) به معنی مجموعه جدید اشعار کهن و مدرن، هشتمین گلچین امپراتوری یا چوکوسن واکاشو واکا (شعر) است که توسط دربار ژاپن گردآوری شده است، که با کوکین واکاشو در حدود سال ۹۰۵ شروع می‌شود و با شینشوکوکوکین واکاشو در حدود سال ۱۴۳۹ پایان می‌یابد.